# Nyúlós költésrothadás

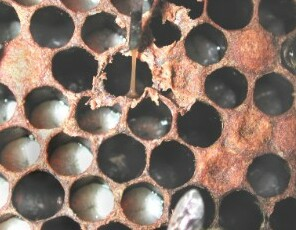
A nyúlós költésrothadás in situ vizsgálata.

A nyúlós költésrothadás vagy amerikai költésrothadás (Histolysis infectiosa perniciosa larvae apium, Pestis americana larvae apium) a méhek költésének (fiasításának) leggyakoribb és legpusztítóbb megbetegedése, melyet a Paenibacillus larvae (régebbi nevén Bacillus larvae, a rendszertani besorolás változását lásd lentebb) baktérium okoz. Ez a fertőző betegség csupán a fiatal álcákat érinti, de rájuk nézve igen veszélyes. A Paenibacillus larvae egy spóraképző Gram-pozitív aerob pálca, mely csak nagy felbontóképességű mikroszkóppal látható. A legfeljebb háromnapos lárvák a táplálékukba kerülő spórák elfogyasztásakor fertőződnek meg. A fertőzésre a legfiatalabb, kevesebb mint 24 órás lárvák a legérzékenyebbek. A spórák az álca emésztőcsövében kicsíráznak, majd a vegetatív alak növekedni kezd, melyhez az álca testéből nyeri a tápanyagokat. Három napnál idősebb lárvákban a spórák nem csíráznak ki. A fertőzött lárvák általában azután pusztulnak el, hogy a sejteket lefedik. A baktérium vegetatív formája elpusztul, de csak miután több millió spórát képzett. A fertőzött lárvák színe megsötétedik és elpusztulnak. Az elpusztult lárvák, illetve a belőlük visszamaradt bűzös, nyálkás trutymó egyenként akár százmillió spórát is tartalmazhatnak.

## Története
A költésrothadás első leírása valószínűleg Arisztotelésztől származik, aki az Állattanban a méhek betegségei között leír egyet, melynek tünetei a méhek gyengesége és a kaptár bűzössége. A költésrothadás elnevezése (eredetileg németül Faulbrut, azaz ’rothadt költés’) Adam Gottlob Schirachtól származik, aki gyakran foglalkozott ezzel a betegséggel műveiben.
1906-ig nem tettek különbséget a nyúlós (amerikai), a szintén bakteriális enyhébb (európai) és a vírus okozta tömlős költésrothadás között és egységesen (ragadós, ragályos vagy fertőző) költésrothadásként írták le a betegségeket. Ezután vezették be a nemzetközi szakirodalomban az „európai” és az „amerikai” jelzőket a kétféle bakteriális betegség megkülönböztetésére. A két jelző azonban nem a betegségek földrajzi elterjedésére utal, hanem arra a kontinensre, amelyen először tanulmányozták őket tudományosan, az amerikai, azaz nyúlós költésrothadást éppen Európából hurcolták Amerikába. A magyar nyelvű szakirodalomban a nyúlós költésrothadás a legszélesebb körben elfogadott elnevezés, emellett ismert még gyászos/rosszindulatú/nem büdös költésrothadás/költésvész/költéspestis néven is.

## Kórokozója
1906-ban a Koch-féle posztulátumok teljesítésével találtak döntő bizonyítékot arra, hogy a nyúlós költésrothadást egy Bacillus larvae nevű baktérium okozza. 1950-ben egy ritka fertőző betegséget írtak le (neve az angol szakirodalomban powdery scale disease), melynek kórokozóját Bacillus pulvifaciens néven azonosították. 1993-ban mindkét baktériumot átsorolták a Paenibacillus nembe, ezért innentől fogva a Paenibacillus larvae és a Paenibacillus pulvifaciens neveket használták. 1996-ban részletes genetikai vizsgálatok nagyfokú azonosságot mutattak ki a két baktériumfaj között, ami indokolatlanná tette a külön fajba sorolást; a kisebb genetikai eltérések és a valamelyest eltérő patológiai tünetek miatt alfaji szinten továbbra is megtartották az elkülönítést, így ekkortól a Paenibacillus larvae subspecies larvae és a Paenibacillus larvae subspecies pulvifaciens nevek éltek. A ritkán előforduló powdery scale disease klinikai elkülönítése azonban mindig is gyenge lábakon állt, az akut fázist nem sikerült egyértelműen leírni. A P. l. pulvifaciens alfaj legfőbb megkülönböztető jegye a táptalajon képzett kolóniák narancssárga színe volt, azonban már 1994-ben írtak le esetet, amikor a P. l. larvae is képzett ilyen színű telepet. Ez, illetve további biokémiai és genetikai azonosságok feltárása 2006-ra odavezetett, hogy e baktériumvonalak alfaji szintű elkülönítése is megszűnt: mindkettőre a Paenibacillus larvae megnevezés használandó. Ezzel együtt megszűnt az amúgy is csekély jelentőségű powdery scale disease külön betegségként való kezelése. A kórokozó egy Paenilamicin nevű antibiotikumot termel, amellyel távol tartja a konkurens baktériumokat.
A betegség kialakulásának földrajzi helye nem ismert, de jelenléte szinte a világ összes táján kimutatható.

## Kórisme
A diagnózis felállításakor fontos kizárni a költésrothadás (hideg, meleg, éhezés stb. miatti) nem fertőző formáit, továbbá a más ágensek által okozott enyhébb költésrothadást és tömlős költésrothadást. Előfordulhat vegyes fertőzés is, például a nyúlós és az enyhébb költésrothadás egyidejű jelenléte.

### Helyszíni vizsgálat
- Szag. A nyúlós költésrothadást jellemző, de gyenge „enyvszag” kíséri, így a jó szaglású és tapasztalt méhész már a kaptár felnyitásakor képes megállapítani a betegség jelenlétét. Ezzel szemben az enyhébb költésrothadásban a rothadt fiasítás savanyú vagy romlott sajtra emlékeztető bűzt áraszt, míg a tömlős költésrothadás esetén legfeljebb gyenge savanyú szag érezhető.
- Megjelenés. A fenti képen némelyik lárva egészséges, míg a többi beteg. A lebomló lárvákat tartalmazó fedett sejtek teteje behorpad, amint az az ábra jobb alsó részében is látható. A sejtek színe megsötétedik: először barna, majd fekete lesz. Némelyik fedél ki is lyukadhat.

A lépen elmaradt fedett fiasítások, a fiasításból kimaradt sok sejt szintén gyanúra ad okot, de ezeknek más okai is lehetnek, ezért folytatni kell a helyszíni szemlét.
- Szálhúzás. Érintsük meg az elpusztult lárvát fogpiszkálóval, gyufaszállal vagy vékony gallyal. Nyúljunk vele a sejt mélyére. Ha a lárva fertőzött, a lárva ragadós és nyúlós, szálat lehet belőle húzni, és nem ismerhető fel az álcának még a héja sem. A teszt csak akkor pozitív, ha a kórokozó vegetatív formája van jelen.
- Holst-féle tejes vizsgálat. Az 1946-ban publikált vizsgálat azon alapul, hogy a spórát képző Paenibacillus larvae subsp. larvae nagy mennyiségben termel proteolitikus (fehérjebontó) enzimeket. A vizsgálathoz egy fertőzött lárvapörköt vagy -kenetet kémcsőbe helyezünk és 1–4 mL sovány tejet vagy sovány tejporból készült 1%-os vizes szuszpenziót adunk hozzá, majd 37 °C-on inkubáljuk. A P. larvae jelenléte esetén a szuszpenzió 10–20 perc alatt feltisztul, mivel a proteolitikus enzimek lebontják a kazeint.[18] Később kidolgoztak ugyanerre az elvre épülő laboratóriumi vizsgálatot is. A teszt csak akkor pozitív, ha a kórokozó spóraképző fázisban van.

### Laboratóriumi vizsgálat
A fertőzés azonosítására legmegbízhatóbb az álcákat is tartalmazó lépminta vizsgálata méhészeti betegségekre szakosodott laboratóriumban.
- Polimeráz-láncreakció (PCR). A polimeráz-láncreakció lehetővé teszi a kórokozó gyors, nagy szenzitivitású és specificitású azonosítását, ami a nyúlós költésrothadás azonosításának arany standardjává emelte. A modern PCR-vizsgálattal nem csak más Paenibacillus, Bacillus, Brevibacillus és Virgibacillus fajoktól, de még a Paenibacillus larvae subsp. pulvifaciens alfajtól is nagy biztonsággal megkülönböztethető a kórokozó.

## Terjedés
A fertőzött sejtek tisztítása során a méhek az egész családban elterjesztik a spórákat. A betegség gyorsan megfertőzi a család összes tagját, mivel a méhek megfertőzödnek, amikor eltávolítják az elpusztult lárvákat, majd dajkaként megfertőzik a fiasítás táplálékát és az anyát, később még a heréket is, amikor megetetik őket. A fertőzött sejtekben tárolt élelem megtelik spórákkal, így a nektárból készülő méz is fertőzött lesz. Bár az ilyen méznek nincs káros hatása az ember egészségére, a fertőzésveszély miatt tilos eladni.
Amikor a beteg család már legyengült, rablás áldozatává válik. A rablók magukkal hurcolják a spórákat, így ők lesznek a következő áldozatok. A betegség a méhészeti eszközökkel is terjedhetnek, mivel nem nagyon oldható meg, hogy minden családhoz külön eszközöket, külön tárolóhelyiséget, és pergetőt használjanak. A spórák nagyon ellenállók; kiszáradva több, mint 40 évig életben maradnak.
Megelőzésként ne etessünk ismeretlen eredetű mézet, és az újonnan beszerzett felszerelést fertőtleníteni kell, kivéve, ha nem tudjuk biztosra, hogy nem fertőzött.

## Kezelés
A nyúlós költésrothadás sok országban, így Magyarországon is bejelentésköteles. A járási főállatorvos rendelkezik a további teendőkről.

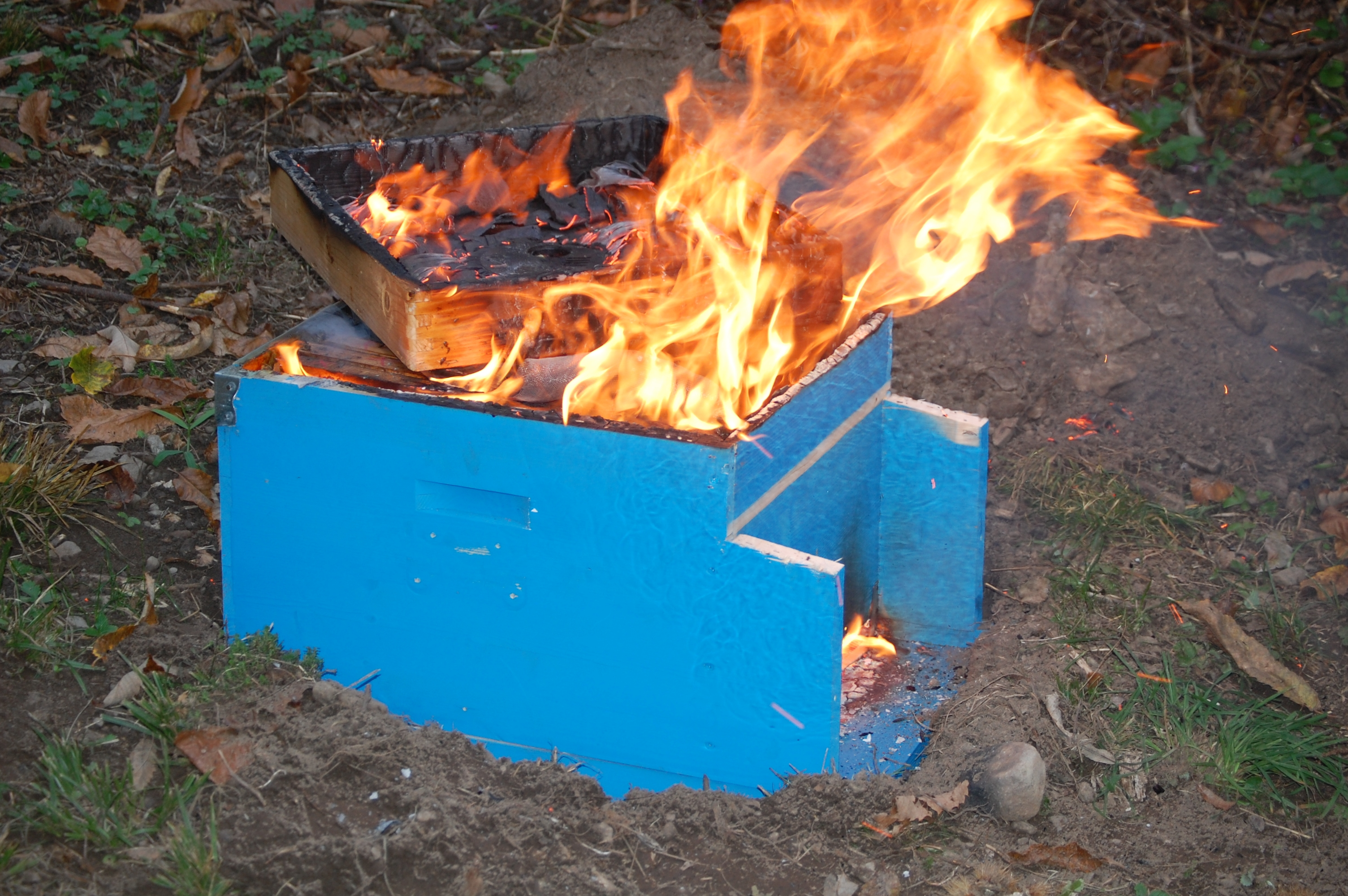
Nyúlós költésrothadással fertőzött kaptár megsemmisítése elégetéssel

Habár vannak próbálkozások antibiotikumok használatára, a fertőző betegség megfékezésének máig legbiztosabb módszere a fertőzött családok kiirtása. Az antibiotikumokkal Magyarországon csak kutatóintézetek kísérletezhetnek (azaz jelenleg a gödöllői kutatóintézet), más méhészetekben használatuk tilos. A családok antibiotikumokkal tünetmentessé tehetők, ámde mihelyt befejezik a kezelést, a betegség újra kitör. A nem rezisztens törzsekben antibiotikumokkal megelőzhető a spórák feléledése és a spóraképződés is, de nem pusztítják el a meglevő spórákat.
- Megsemmisítés. Mivel a baktériumspórák rendkívül ellenállóak, ( vegetatív állapotban 20 évig is fertőzőképesek! ) a fertőzött kaptárakat, lépeket elégetéssel vagy legalább fél méter mélyen történő elásással kell megsemmisíteni. Az égetésnél a hatóságnak és minimum 2 tanúnak is jelen kell lennie. A kaptárak maguk fertőtleníthetők, ha feketére kiégetik őket. A méhészeti eszközök fertőtleníthetők forró paraffinolajjal vagy 3%-os nátrium-hipoklorit oldattal.[22] A viaszfőzők a viaszt legalább 1 óra hosszáig 116 °C-on főzik, és ezt jegyzőkönyvezik. A fertőzött család viasza azonban nem adható el. Etilén-oxid atmoszférában a kaptár és teljes berendezése fertőtleníthető,[23][24] azonban ezt jelenleg nem engedélyezik Magyarországon, azért sem mert robbanásveszélyes.

Ha a méhcsaládok többsége fertőzött, a járási főállatorvos dönthet úgy, hogy az egész állomány kiirtandó, még azok a családok is, amelyek tünetmentesek. Ha az állomány legalább háromnegyede beteg, akkor a járási főállatorvosnak nincs mérlegelési jogköre, az összes családot el kell pusztítani. Ha a méhcsaládok száma legfeljebb tíz, egy betegsége esetén szintén el kell pusztítani mindet. A méhész teljes kártalanítást kap.
- Zárlat. A költésrothadásos családok röpkörzetét zárlat, azaz karantén alá helyezik, ennek hatósugara 5 km. Innen nem lehet méheket, méhészeti termékeket kivinni, méhészeti vásárt, kiállítást tartani, és a méhészek nem adhatják el az ebben az időben termelt méhészeti termékeket. A zárlat legalább hatvan napig tart; ideje alatt rendszeresen vizsgálják a zárlat területén levő méhcsaládokat. Ha hatvan napig nem találnak nyúlós költésrothadásos családot, akkor a zárlatot feloldják.

A Brigham Young Egyetem jelenleg fágterápiával kísérletezik.

## Megelőzés
Mivel a nyúlós költésrothadás nem gyógyítható, azért fontos a megelőzése. A megelőzést segíti a fészek lépújítása, az eszközök és a ruházat rendszeres fertőtlenítése, a nem használt kaptárak kiégetése, a frissen befogott rajok elkülönítése, a rablás megelőzése, a családok gazdag virágporkészlete, valamint a kezelések megfelelő időzítése.
Egyes országokban, például Németországban és Ausztriában rendszeresítették a mézkoszorú vizsgálatát. Tavasszal, mihelyt ki lehet nyitni a kaptárt, mintát vesznek a fiasítás melletti mézkoszorúból, és vigyáznak arra, hogy méhkenyér is kerüljön bele. A legjobb hely egy öreg lép a fiasítás közepén, és közvetlenül a fiasítás mellett. A mintát fertőtlenített, vagy egyszer használatos kanállal vagy spatulával veszik. Ezután a mintákat becsomagolják, és laboratóriumba küldik. Pozitív eredménye esetén az adott családot rajosítják.
Mivel a vándorlási engedélyt és az eladhatóságot negatív mintához kötik, a nyúlós költésrothadás visszaszorult ezekben az országokban.

## Fordítás
- Ez a szócikk részben vagy egészben  az   American foulbrood című angol Wikipédia-szócikk fordításán alapul.  Az eredeti cikk szerkesztőit annak laptörténete sorolja fel. Ez a jelzés csupán a megfogalmazás eredetét és a szerzői jogokat jelzi, nem szolgál a cikkben szereplő információk forrásmegjelöléseként.